# Schlangenhaut-Lippfisch
Der Schlangenhaut-Lippfisch (Eupetrichthys angustipes) ist ein kleiner Lippfisch, der endemisch an der australischen Südküste vorkommt. Er ist die einzige Art seiner Gattung.
Er lebt von Western Australia bis New South Wales, in der Bass Strait, der Meerenge, die Tasmanien vom Süden Australiens trennt, ist er jedoch selten. Er hält sich vor allem in Küstennähe, in Tiefen bis 40 Metern, über Geröllboden und Felsen mit schwachem Algenbewuchs auf.

## Merkmale
Der Schlangenhaut-Lippfisch wird 15 Zentimeter lang. Die obere Hälfte seines mit großen Schuppen bedeckten, langgestreckten Körpers ist braun bis olivgrün, die Unterseite ist hell, meist weiß, manchmal auch gelb. Die Farbgrenze verläuft entlang des Seitenlinienorgans und ist sehr deutlich. Der Kopf ist hell und schwarz gepunktet, der Körper durch sechs breite Querbänder gemustert. Die Querbänder sind braun bis schwarz, unterhalb der Seitenlinie manchmal auch hellbraun oder orange. Die Querbänder setzen sich bei ausgewachsenen Männchen auf der Rücken- und Afterflosse fort und sind dann rötlich. Die Ränder von After- und Schwanzflosse sind mit feinen blauen Linien versehen.
Der Schlangenhaut-Lippfisch hat eine charakteristische Schwimmweise, bei der er den Schwanz oft über den Boden schleifen lässt.